# Farid El Melali
Farid El Melali (arabisch فريد الملالي; * 5. Mai 1997 in Blida) ist ein algerischer Fußballspieler, der aktuell beim SCO Angers in der Ligue 1 spielt.

## Karriere

### Verein
El Melali begann seine Karriere beim Paradou AC in der Jugendakademie JMG Academy Algiers. 2016 unterschrieb er einen Profivertrag bei Paradou. Für den Verein debütierte er am 20. Februar 2016 (Achtelfinale) der Coupe d’Algerie gegen Ain Defla. Er schied später mit dem Verein im Viertelfinale aus. In der Folgesaison kam er wieder nur einmal im Pokal zum Einsatz. In der Ligue Professionnelle 1 debütierte er am 26. August 2017 (1. Spieltag) gegen den USM Algier. Sein erstes Tor schoss er ca. einen Monat (4. Spieltag) später gegen den USM Blida, als er den 1:0-Siegtreffer erzielte. Insgesamt lief er 2017/18 23 Mal auf, wobei er vier Tore und zwei Assists verbuchen konnte.
Im Sommer 2018 wechselte er in die Ligue 1 nach Frankreich zum SCO Angers. Er debütierte am 25. August 2018 (3. Spieltag) gegen Paris Saint-Germain (1:3). In seiner ersten Saison bei Angers war El Melali nicht Stammspieler und spielte nur 18 Mal. Nach diversen Beinverletzungen lief er auch in der Folgesaison nicht besonders oft auf, er spielte wettbewerbsübergreifend 12 Mal und schoss fünf Tore. Sein erstes Tor schoss er bei einem 3:0-Sieg über den FC Metz. In der Saison 2020/21 war er wieder Stammspieler, aber traf in 17 Ligaspielen nur einmal.
Nachdem er in der Folgesaison kaum noch gespielt hatte, wurde er in der Winterpause an den FC Pau verliehen.

### Nationalmannschaft
El Melali debütierte für die algerische Nationalmannschaft am 22. März 2018 bei einem Testspiel-Sieg über Tansania. Anschließend kam er noch zu einem weiteren Einsatz und ist seitdem nicht mehr im Nationalteam aktiv.

## Kontroversen
Im Mai 2020 wurde er vor Gericht gebeten, da er öffentlich masturbierte. Im Juli desselben Jahres wurde er ein zweites Mal wegen öffentlichem Masturbieren festgenommen. Nach dieses beiden Vorfällen entschuldigte er sich bei allen Frauen, die er damit belästigte.